# 海鰻
海鰻，俗名虎鰻、狼牙鱔，日文漢字寫作鱧。為輻鰭魚綱鰻鱺目海鰻科的一個種。

## 分布
本魚分布於印度西太平洋區，包括東非、紅海、模里西斯、波斯灣、阿曼、葉門、巴基斯坦、印度、斯里蘭卡、日本、韓國、中國、台灣、菲律賓、柬埔寨、印尼、越南、泰國、馬來西亞、澳洲、吐瓦魯、斐濟等海域。

## 特徵
本魚體呈蛇狀，口大具利齒，表皮光滑無鱗片，側線孔明顯。魚體為暗褐色或銀灰色，腹部白色，背鰭、臀鰭和尾鰭連接，邊緣為黑色。側線孔在肛門前44至47個，背鰭鰭條在肛門前66至78枚，脊椎骨145至159枚。體長可達220公分。

## 生態
本魚屬底棲魚類，生活于水深1公尺至74公尺。性兇猛，常將身體藏在泥沙中，伺機捕食小魚及甲殼類等，屬肉食性。
具有季節性洄游習性，繁殖期在4至8月，以雌性個體較大，產浮游卵，受精卵約36小時孵化。

## 用途
食用魚，在日本被當作養殖魚類。另外也被當成中藥材。

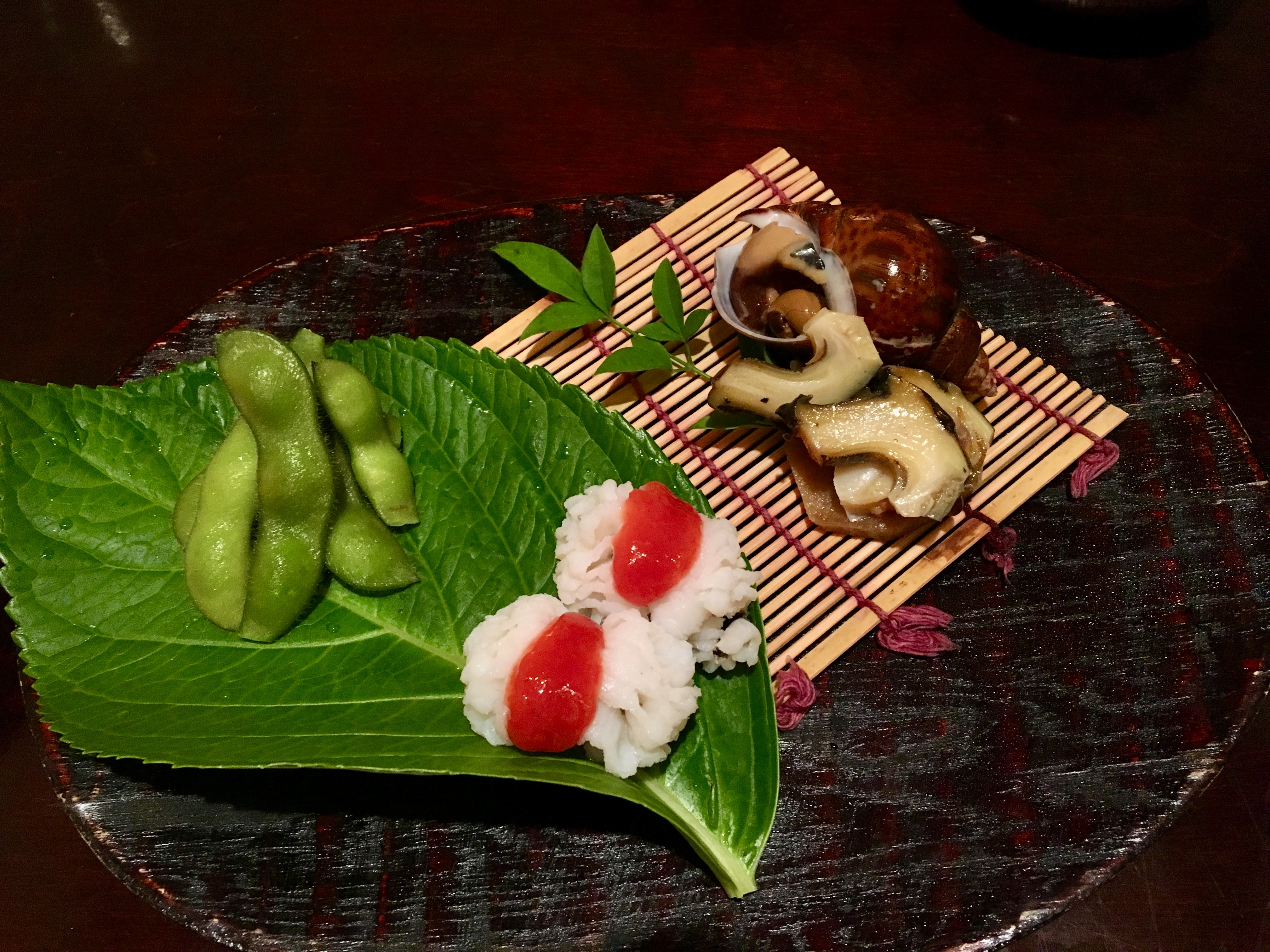
白灼海鳗搭配梅子酱